# EAST MEETS WEST
『EAST MEETS WEST』（イースト・ミーツ・ウエスト）は、1995年公開の日本映画。岡本喜八が監督・脚本を務めた。真田広之扮する侍がアメリカの西部を行くウェスタン。共演は竹中直人、仲代達矢、岸部一徳、本田博太郎。日本だけでなく、サンタフェ (ニューメキシコ州)でのロケ撮影が行われた。当初は映画の舞台がアメリカということもあり、丸の内ピカデリーの系列で洋画系での公開を予定していたが、番組編成の事情から8月12日に松竹邦画系列で繰り上げ公開された。
上映時間は劇場公開時は124分。のちに岡本自身の再編集によるインターナショナルバージョン108分が作られた。

## あらすじ
幕府の大老井伊直弼は、アメリカ合衆国のブキャナン大統領からの要請を受け、修好条約の批准のためアメリカに使節を派遣することを決定した。正使に新見豊前守、副使に村垣淡路守、および監察役として小栗豊後守を加えた使節団は、アメリカ海軍フリゲート艦ポーハタン号に乗り出航。これを護衛すべく、軍艦奉行の木村摂津守と艦長の勝麟太郎らが率いる咸臨丸も出航した。
一行は到着したサンフランシスコで歓迎を受け、使節団はワシントンで条約批准のため中継地のパナマを目指し再び出航し、咸臨丸は修理のために一ヶ月余り当地サンフランシスコに留まることとなった。軍艦奉行の命により、銀行に預けられようとしていた当座の資金3000両・時価13000ドル相当の小判が強盗団によって強奪されてしまう。
強奪事件の際に巻き込まれて死亡した現地人男性の遺児サムに付き添って現場を離れた通弁見習いの上條健吉だったが、水戸脱藩浪士の素性が露見したためそのまま出奔、サムの敵討ちのために強盗一味を追う。下僕の為次郎は奪われた3000両の奪還と上條抹殺のため、保安官助手の身分とともに後を追う。型破りな教師ハーディ、強盗団から怪我で脱落していたハッチ、暇を持て余した無軌道な若者たち4名を加え、成り行きで合流することになった為次郎とネイティブの娘ナンタイらとともに珍道中を続ける。
サムの父の仇であり強盗団の首領ガスと、その弟が悪徳保安官となって牛耳る街ユニコーンで、それまでの因縁に決着をつける戦いが始まる。死闘の末、上條の助太刀もあってサムは見事仇を討ち、為次郎は奪われた3000両の回収に成功する。
上條とサムの二人は東に向かって旅を続け、その消息は知れず。任務を達成した為次郎は当地に残ることを決意し、ナンタイとともに部族の酋長として大往生を遂げた。

## 出演
- 上條健吉=ジョー - 真田広之
- 為次郎=トミー - 竹中直人
- サム少年 - スコット・バッチッチャ
- ナンタイ - アンジェリック・ローム
- ハーディ - ジェイ・カー
- ハッチ - リチャード・ネイソン
- ガス・テイラー - チップ・メイヤー
- ジョン万次郎 - 岸部一徳
- 福沢諭吉 - 橋爪淳
- 小栗豊後守 - 天本英世
- 本田博太郎
- 風間トオル
- 木村摂津守 - 高橋悦史
- 勝海舟 - 仲代達矢

## スタッフ
- 監督・脚本：岡本喜八
- 製作総指揮：奥山和由
- 製作者：岡本みね子、中川好久
- プロデューサー：サイモン・ツェー
- 協力プロデューサー：西岡善信
- 撮影：加藤雄大
- 美術：トビー・コルベット
- 照明：佐藤幸次郎
- 音楽：佐藤勝
- 録音：神保小四郎
- 編集：川島章正
- 衣装デザイン：新丸亦二
- 助監督：谷口正行、リサ・キャンベル
- スクリプター：山内薫
- 殺陣：伊奈貫太
- 音響効果：渡部健一
- MA：にっかつスタジオセンター
- タイトル：マリンポスト
- 協力：松竹京都映画、映像京都、IMAGICA、東京現像所、みろくの里、The New Mexico Film Office、Santa Fe Japan Connection, Inc.、Deluxe Laboratories, Inc ほか
- 製作協力：衛星劇場

## 受賞
- 第19回日本アカデミー賞にて竹中直人が最優秀助演男優賞を受賞[2]。

## 関連作品
- レッド・サン
- ザ・サムライ 荒野の珍道中